# Хип-хоп одинокой старухи
Хип-Хоп Одинокой Старухи или ХХОС (настоящее имя — Константи́н Дми́триевич Лопа́тин; род. 1 января 1994, Волгоград) — российский хип-хоп-исполнитель, баттл-рэпер и стендап-комик. Победитель второго сезона Versus: Fresh Blood и командного сезона Versus:TEAM+UP. Рекордсмен по количеству официально проведённых рэп-баттлов в России (65 баттлов).

## Биография
Родился 1 января 1994 года в Волгограде. Хип-хопом стал увлекаться ещё в школе, первый рэп-текст под впечатлением от творчества одноклассников в 2011 году. Окончив школу, Константин поступил в Волгоградский государственный аграрный университет.
В 2014 году подал заявку на второй сезон TRUEщоба Battle, где дошёл до финала и потерпел поражение.
В конце 2013 года подал заявку на первый сезон Versus: Fresh Blood, но потерпел поражение из-за неуверенного выступления и забытого текста. В конце 2015 года подал заявку на второй сезон Versus: Fresh Blood, где в полуфинале сенсационно одолел фаворита сезона Rickey F. В финале Константин встретился с Букером Д. Фредом, которого, несмотря на спорный вердикт, также победил с перевесом в один голос и забрал главный приз сезона — 100 тыс. рублей.
Выступал с сольным стендапом «Концентрационный Аншлагерь», а также с программами «Танцы на костях» и «ХХОС».
В августе 2017 года провёл рэп-баттл против рэпера Lodoss на футбольном стадионе перед матчем команд «Зенит» и «Ростов».
В 2019 году участвовал в Versus Playoff, но вылетел из турники, проиграв Райтрауну.
В 2020 году совместно с Abbalbisk участвует в командном сезоне Versus:TEAM+UP, где они в финале побеждают баттл-рэперов МЦ Похоронил и Halloween.
16 февраля 2023 года поучаствовал в трибьют-альбоме «смерть неизбежна» в честь Murda Killa.

## Музыкальный стиль
В своих баттлах Константин часто использует чёрный юмор, наполняя текст аморальными панчлайнами и жёсткими оскорбительными шутками. Сам рэпер называет своё творчество «аморальным искусством». Критик Владимир Завьялов в статье на «Афиша Daily» высказался о рэпере:
Мастер абсурдного сторителлинга и баттл-рэпа с креном в стендап.

## Дискография

### Альбомы
| Год  | Название              |
| ---- | --------------------- |
| 2016 | «Joy Deviation, Pt.1» |
| 2017 | «Joy Deviation, Pt.2» |
| 2019 | «Joy Deviation, Pt.3» |

## Рэп-баттлы
2013
- Хип-Хоп Одинокой Старухи vs kid koma (Победа)
- Хип-Хоп Одинокой Старухи vs Вова Против (Ничья)

2014
- Хип-Хоп Одинокой Старухи vs Миша Бояра (Победа)
- Краткая история севера vs Famet MC (Поражение)
- Хип-Хоп Одинокой Старухи vs Dio
- Хип-Хоп Одинокой Старухи vs Walkie T (Поражение)
- Краткая история севера vs По пятницам синяя борода (Победа)
- Краткая история севера vs Bronx
- Хип-Хоп Одинокой Старухи vs Вова Против (Поражение)
- Хип-Хоп Одинокой Старухи vs Redo
- Хип-Хоп Одинокой Старухи vs Маугли (Победа)

2015
- Хип-Хоп Одинокой Старухи vs Narek (Поражение)
- Хип-Хоп Одинокой Старухи vs Млечный (Победа)
- Хип-Хоп Одинокой Старухи vs Леха Медь
- Хип-Хоп Одинокой Старухи vs Пунчер (Победа)

2016
- Хип-Хоп Одинокой Старухи vs Mr.ReVeRs
- Хип-Хоп Одинокой Старухи vs Paragrin (Победа)
- Хип-Хоп Одинокой Старухи vs Pitch Killa
- Хип-Хоп Одинокой Старухи vs Deep-Ex-Sense (Поражение)
- Хип-Хоп Одинокой Старухи vs Букер Д.Фред (Победа)[16]
- Хип-Хоп Одинокой Старухи vs Rickey F (Победа)
- Хип-Хоп Одинокой Старухи vs MC MoonStar (Победа)

2017
- Хип-Хоп Одинокой Старухи vs GAP
- Хип-Хоп Одинокой Старухи vs Электромышь (Победа)
- Хип-Хоп Одинокой Старухи vs Lodoss[17]
- Хип-Хоп Одинокой Старухи vs Alphavite
- Хип-Хоп Одинокой Старухи vs vs94ski (Поражение)
- Хип-Хоп Одинокой Старухи vs Alphavite (Победа)[18]
- Миша Конфуз[A] vs Сын Проститутки

2018
- Хип-Хоп Одинокой Старухи vs AO (Поражение)[19]
- Хип-Хоп Одинокой Старухи vs Sector (Победа)[20]
- Хип-Хоп Одинокой Старухи vs 13/47[21]

2019
- Schokk[B] vs Oxxxymiron[C] (Поражение)[22][23]
- Хип-Хоп Одинокой Старухи vs Райтраун (Поражение)[12]
- Хип-Хоп Одинокой Старухи vs Династ (Победа)[24]
- Хип-Хоп Одинокой Старухи vs Брол (Победа)[25]
- Хип-Хоп Одинокой Старухи vs Браги (Победа)
- Хип-хоп Одинокой Старухи & Райтраун vs Stand Up Club #1[D] (Победа)[26]
- Хип-Хоп Одинокой Старухи vs Movec (Победа)[27]
- Хип-Хоп Одинокой Старухи vs Abbalbisk (Победа)
- Хип-Хоп Одинокой Старухи vs Тот Самый Коля (Победа)
- Хип-Хоп Одинокой Старухи vs ОГЕL (Победа)[28][29]

2020
- Хип-Хоп Одинокой Старухи & Abbalbisk vs Palmdropov & Коснарт (Победа)[3]
- Хип-Хоп Одинокой Старухи & Abbalbisk vs Шумм & Браги (Победа)[30]
- Хип-Хоп Одинокой Старухи vs Юля KIWI (Победа)

2021
- Хип-Хоп Одинокой Старухи vs Sya (Победа)
- Хип-Хоп Одинокой Старухи vs KnownAim vs Walkie vs Корифей vs Odinnadcatiy
- Хип-Хоп Одинокой Старухи vs ΨBOY (Ничья)
- Хип-Хоп Одинокой Старухи vs Пётр(ТнВ) (Победа)
- Хип-Хоп Одинокой Старухи vs Марк Брагин (Поражение)
- Хип-Хоп Одинокой Старухи & Abbalbisk vs МЦ Похоронил & Halloween (Победа)[31]

2022
- Хип-Хоп Одинокой Старухи vs Все[E]
- Хип-Хоп Одинокой Старухи vs Palmdropov

2023
- Хип-Хоп одинокой старухи vs Jambee vs RNT9 vs Divirs vs Dollmyself
- Хип-Хоп Одинокой Старухи vs Барби (Победа)
- Хип-Хоп Одинокой Старухи vs Игла (Поражение)

2024
- Хип-Хоп Одинокой Старухи vs Palmdropov (Победа)
- Хип-Хоп Одинокой Старухи vs ΨBOY
- Хип-Хоп одинокой старухи & Frenkus2 vs Ласт & МЦ Доналдс (Поражение)
- Хип-Хоп Одинокой Старухи & Shala vs Jambee & Yorick (Поражение)
- Вова Адидас[F] vs Кащей[G]

## Фильмография
| Год  |   | Название        | Роль     |
| ---- | - | --------------- | -------- |
| 2020 | с | В ритме колбасы | Сам себя |